# Lukas Karlberg
Lukas Karlberg (21 maggio 1999) è un ex sciatore alpino svedese.

## Biografia
Attivo dal novembre del 2015, in Coppa Europa Lukas Karlberg ha esordito il 4 dicembre 2018 a Funäsdalen in slalom gigante, senza completare la prova, ha ottenuto i migliori piazzamenti il 3 e il 9 dicembre 2020, rispettivamente a Gurgl e a Zinal, nella medesima specialità (48º) e ha preso per l'ultima volta il via il 23 febbraio 2022 ad Almåsa in slalom speciale, senza completare la prova. Ai Campionati svedesi 2022 ha vinto il titolo nazionale nello slalom gigante e si è ritirato al termine di quella stessa stagione; non ha debuttato in Coppa del Mondo e non ha preso parte a rassegne olimpiche o iridate.

## Palmarès

### Far East Cup
- Miglior piazzamento in classifica generale: 7º nel 2020
- 2 podi:
  - 1 vittoria
  - 1 terzo posto

#### Far East Cup - vittorie
| Data             | Località   | Paese         | Specialità |
| ---------------- | ---------- | ------------- | ---------- |
| 11 febbraio 2020 | Bears Town | Corea del Sud | GS         |

Legenda:

GS = slalom gigante

### Campionati svedesi
- 1 medaglia:
  - 1 oro (slalom gigante nel 2022)